# Districts de Sao Tomé-et-Principe

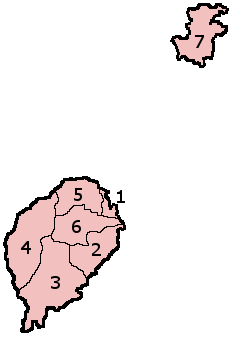
Les sept districts de Sao Tomé-et-Principe. Pagué, le numéro 7, est le seul situé à Principe.

Les deux provinces de Sao Tomé-et-Principe sont divisés en sept districts. Six sont situés sur l'île de São Tomé (province de Sao Tomé) et une sur celle de Principe (province de Principe).

## Liste
| No | District    | Capitale               | Aire (km2) | Population (2012) |
| -- | ----------- | ---------------------- | ---------- | ----------------- |
| 1  | Água Grande | São Tomé               | 17         | 73 091            |
| 2  | Cantagalo   | Santana                | 119        | 18 194            |
| 3  | Caué        | São João dos Angolares | 267        | 6 887             |
| 4  | Lembá       | Neves                  | 230        | 15 370            |
| 5  | Lobata      | Guadalupe              | 105        | 20 007            |
| 6  | Mé-Zóchi    | Trindade               | 122        | 46 265            |
| 7  | Pagué       | Santo António          | 142        | 7 542             |